# روجرز سميث
روجرز سميث (بالإنجليزية: Rogers Smith)‏ هو عالم سياسة أمريكي، ولد في 20 سبتمبر 1953.